# 哈姆涅伊河
哈姆涅伊河是俄羅斯的河流，屬於吉達河的左支流，由布里亞特共和國負責管轄，河道全長170公里，流域面積3,600平方公里，河水主要來自雨水，每年十月至翌年五月結冰。